# La Ceiba
La Ceiba é uma cidade de Honduras e capital do departamento de Atlántida. Segundo o censo de 2013, é habitada por 197 267 pessoas. Foi fundada em 23 de agosto de 1877.